# Tutte le cose che non sai di lui
Tutte le cose che non sai di lui (Catch and Release) è un film del 2006 scritto e diretto da Susannah Grant.

## Trama
A pochi giorni dal matrimonio, il fidanzato di Gray Wheeler muore in un tragico incidente in canoa. La ragazza è ovviamente sconvolta, ma cerca di andare avanti con la sua vita anche grazie all'aiuto degli amici del defunto fidanzato: il simpatico Sam, il dolce Dennis e l'ambiguo Fritz. Sarà proprio quest'ultimo a svelarle uno sconvolgente segreto: il suo defunto fidanzato ha avuto un figlio da un'amante occasionale, la bellissima e bionda Maureen, quando tempo prima si era recato a Los Angeles. Da qui iniziano i dubbi della donna, su quanto sapesse veramente dell'uomo di cui era innamorata, dubbi che vengono chiariti grazie all'aiuto dei tre amici Sam, Dennis e Fritz.

## Produzione
Prodotto dalle società Columbia Pictures Corporation, Relativity Media e Tall Trees Productions.

## Distribuzione

### Data di uscita
Il film venne distribuito in varie nazioni, fra cui:
- Stati Uniti d'America, Catch and Release 20 ottobre 2006 (la prima all'Austin Film Festival, nel cinema dal 26 gennaio 2007)
- Argentina 8 febbraio 2007
- Norvegia 23 marzo 2007
- Svezia 23 marzo 2007
- Inghilterra 23 marzo 2007
- Germania, Lieben und lassen 26 aprile 2007
- Russia 31 maggio 2007 (uscita DVD)
- Belgio 6 giugno 2007
- Spagna, Las vueltas de la vida 8 giugno 2007

Il film uscì nelle sale italiane il 30 marzo 2007 con il titolo Se proprio lo vuoi, lascialo andare, ma la programmazione fu interrotta dopo pochi giorni di programmazione. Fu pubblicato in DVD il 28 agosto 2007 con il titolo Tutte le cose che non sai di lui.

## Accoglienza

### Incassi
Il film ha incassato un totale di 15.539.051 dollari negli USA, e 619.436 negli altri paesi fra cui 348.374 in Germania.